# Emigración blanca

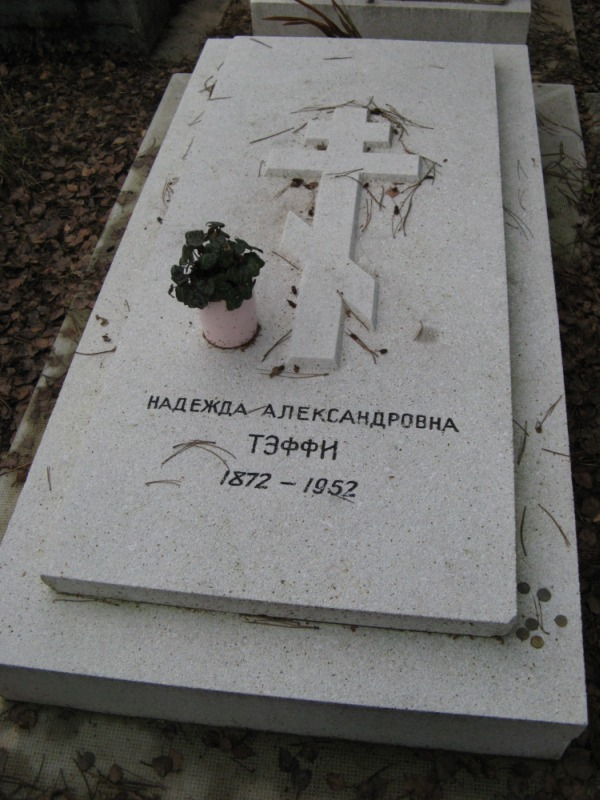
Tumba de Nadezhda Aleksándrovna Lojvítskaya, Teffi, escritora humorística, en el cementerio ruso de Sainte-Geneviève-des-Bois, una necrópolis de rusos blancos cerca de París.

La expresión "emigración blanca", utilizada sobre todo en Francia, Reino Unido y Estados Unidos, se refiere a los emigrantes rusos que abandonaron su país entre 1917 y 1922 a raíz de la Revolución de 1917 y de la subsiguiente guerra civil. En la Unión Soviética, hasta el final de la década de 1980 el término emigración blanca (Белоэмигрант) se utilizaba a veces en una forma despectiva; desde entonces es más habitual hablar de primera oleada de emigrantes.
Muchos emigrantes blancos formaban parte del Movimiento Blanco o le daban apoyo, aunque a menudo se habla de emigración blanca para referirse a cualquier persona que dejó el país a causa del cambio de régimen. Por ejemplo, los mencheviques o los social-revolucionarios se oponían a los bolcheviques pero no formaban parte del Movimiento Blanco, adicionalmente otros emigrantes eran apolíticos. En cualquier caso, el término se les aplicó a ellos y a sus descendientes, siempre que, aunque viviendo en el extranjero, conservaran la identidad rusa cristiana ortodoxa. Era más común el uso del término emigrantes blancos (белоэмигранты, белая эмиграция) en la Unión Soviética, donde tenía una connotación muy negativa, que entre los mismos emigrantes que preferían referirse a sí mismos simplemente como emigrantes rusos (русская эмиграция), o bien militares rusos emigrados (русская военная эмиграция) si habían formado parte del Movimiento Blanco. 
La mayoría se fueron de Rusia entre 1917 y 1920 (las estimaciones oscilan entre los 900.000 y los 2 millones de personas) [cita requerida]aunque algunos consiguieron marcharse en las décadas de 1920 y 1930 o se tuvieron que exiliar por la persecución política, como en el caso de los filósofos y intelectuales Nikolái Berdiáyev, Serguéi Bulgákov, Pitirim Sorokin o Iván Ilyín, entre otros. Entre los emigrantes blancos había gente de todos los orígenes étnicos y clases sociales, desde cosacos, soldados u oficiales del Ejército Blanco hasta empresarios y latifundistas que habían perdido sus posesiones, intelectuales, escritores (p.e., Iván Bunin, Vladímir Nabókov, Dmitri Merezhkovski), funcionarios del Imperio Ruso, revolucionarios no bolcheviques (Yuli Mártov, Fiódor Dan) y miembros de los diferentes gobiernos antibolcheviques que se habían constituido durante la Guerra Civil Rusa.

## Distribución
En un primer momento, la mayoría de los emigrantes huyeron del sur de Rusia y Ucrania hacia Turquía y después pasaron a los países eslavos de Europa Oriental como Yugoslavia, Bulgaria, Checoslovaquia o Polonia. Un gran número también huyó hacia Estonia, Letonia, Lituania, Finlandia, Alemania y Francia. Algunos emigrados también huyeron a Portugal, España, Rumanía, Bélgica, Suecia, Suiza e Italia. Berlín y París vieron crecer unas prósperas comunidades de exiliados rusos blancos.
Muchos civiles y oficiales del Ejército zarista que vivían o estaban destinados en Siberia y en el Extremo Oriente ruso fueron hacia Shanghái y otros puntos de China, Asia Central, el Turquestán Oriental y Japón, que intervino en la guerra civil rusa con la Intervención japonesa en Siberia.
Durante y después de la Segunda Guerra Mundial muchos emigrantes rusos se trasladaron a Reino Unido, Estados Unidos, Canadá, Sudáfrica, Brasil, Argentina, Chile, México y Australia.

## Inclinaciones ideológicas

Emblema usado por los emigrados blancos rusos voluntarios en la guerra civil española.

En general, la emigración blanca era anticomunista, al emigrar establecieron redes culturales que durarían hasta la Segunda Guerra Mundial, como el Partido Fascista Ruso formado por estos exiliados en Manchuria, estado satélite de Japón. Estados Unidos acogerá a parte de este Partido Fascista Ruso, formando la Organización Fascista Rusa, con sede en Connecticut.
Al iniciarse la guerra civil española en 1936 que la Cruzada contra el comunismo empezada en España era continuación de la Lucha Blanca y llamó a los rusos blancos a que se enrolaran como voluntarios en el ejército del general golpista Francisco Franco.
Tras la caída del fascismo en la Segunda Guerra Mundial, la actividad blanca se concentrará en círculos de exiliados apoyados por EE. UU. e intentos fallidos de infiltrarse en la Unión Soviética.
Un porcentaje significativo de emigrantes blancos se podrían describir como monárquicos, aunque muchos adoptaron una actitud «no predeterminada» (nepredreshentsy), y defendían que la estructura política de Rusia se tendría que decidir mediante un referéndum popular. [cita requerida]
Muchos emigrantes blancos creían que su misión, mientras vivieran en el extranjero, era preservar la cultura rusa y la manera de vivir de antes de la Revolución para reintroducirlas cuando cayera la Unión Soviética.
Algunos exiliados, como el obispo Juan de Shanghái y San Francisco (canonizado por la Iglesia Ortodoxa Rusa fuera de Rusia), defendieron que tenían una misión religiosa. En 1938, el obispo Juan dijo en el Concilio de la Diáspora: 

A los rusos en el extranjero se les ha concedido la posibilidad de brillar por todo el mundo con la luz de la ortodoxia, y otros pueblos, viendo sus buenas acciones, podrán glorificar a Nuestro Señor, que está en el cielo, y obtener la salvación para ellos.

Buena parte de la emigración blanca también creía que tenía el deber de combatir activamente a las instituciones soviéticas, y alimentaba la esperanza de liberar Rusia. Esta ideología la defendía principalmente el general Piotr Wrangel, que decía que con la derrota del Ejército Blanco "la batalla por Rusia no se ha acabado, simplemente ha adoptado nuevas formas".
El capitán Vasili Oréjov, veterano del Ejército Blanco y editor de Chasovói («Часовой», «La Sentinelle», 'El Centinela'), resumía esta idea de responsabilidad con las palabras siguientes: 

Habrá un momento -creedlo-, lo habrá, en qué la Rusia liberada nos preguntará a cada uno de nosotros: "¿Qué has hecho para acelerar mi resurgimiento?". Hagamos lo que es correcto, que no nos tengamos que sonrojar, pero estemos orgullosos de nuestra vida en el exilio. Privados temporalmente de nuestra Madre Patria, conservemos todos juntos no sólo nuestra fe en la tierra, sino también el firme deseo de conseguir gestas, el espíritu de sacrificio, y la voluntad de crear una familia unida y bien avenida de la cual formamos parte todos los que no bajaremos los brazos en la lucha por su liberación.